# La muerte de Adonis (Auguste Rodin)
Es una escultura elaborada en mármol blanco. Fue nombrada por Auguste Rodin como “La Mort d’Adonis” y firmada como “A  RODIN”, cerca del codo derecho de Afrodita. 

## Origen de la obra.
Al crecer la fama de Rodin durante la década de 1880, la demanda por su obra aumentó, por lo que muchas de sus obras que, originalmente fueron creadas en formato más pequeño, empezaron a salir de su estudio que ya había crecido considerablemente. Algunas de estas piezas eran composiciones muy acabadas, basadas en el acoplamiento de figuras concebidas originalmente de manera individual; esta obra es un ejemplo de este tipo de composición.
Esta escultura ha tenido diferentes nombres: Idylle (Idilio), Le Printemps (La Primavera), Le Printemps de la vie (La Primavera de la vida)  y Les Océanides (Las Oceánides).  Representa la leyenda de Adonis, mostrando a Afrodita besando los labios del joven moribundo. La pieza nació en  La puerta del Infierno, y se ubica en la parte superior, en una de las cuatro ménsulas, justo debajo de Las Tres Sombras. El dolor que experimenta la madre de Cupido, tiene origen en el arrepentimiento del grupo escultórico en la esquina inferior derecha del pórtico. En este mármol los cuerpo acabados yacen en oposición al árbol de superficie rugosa. A partir de este momento el artista buscó la perfección a través de obras que parecen inacabadas, justo donde el fragmento evoca a la totalidad.

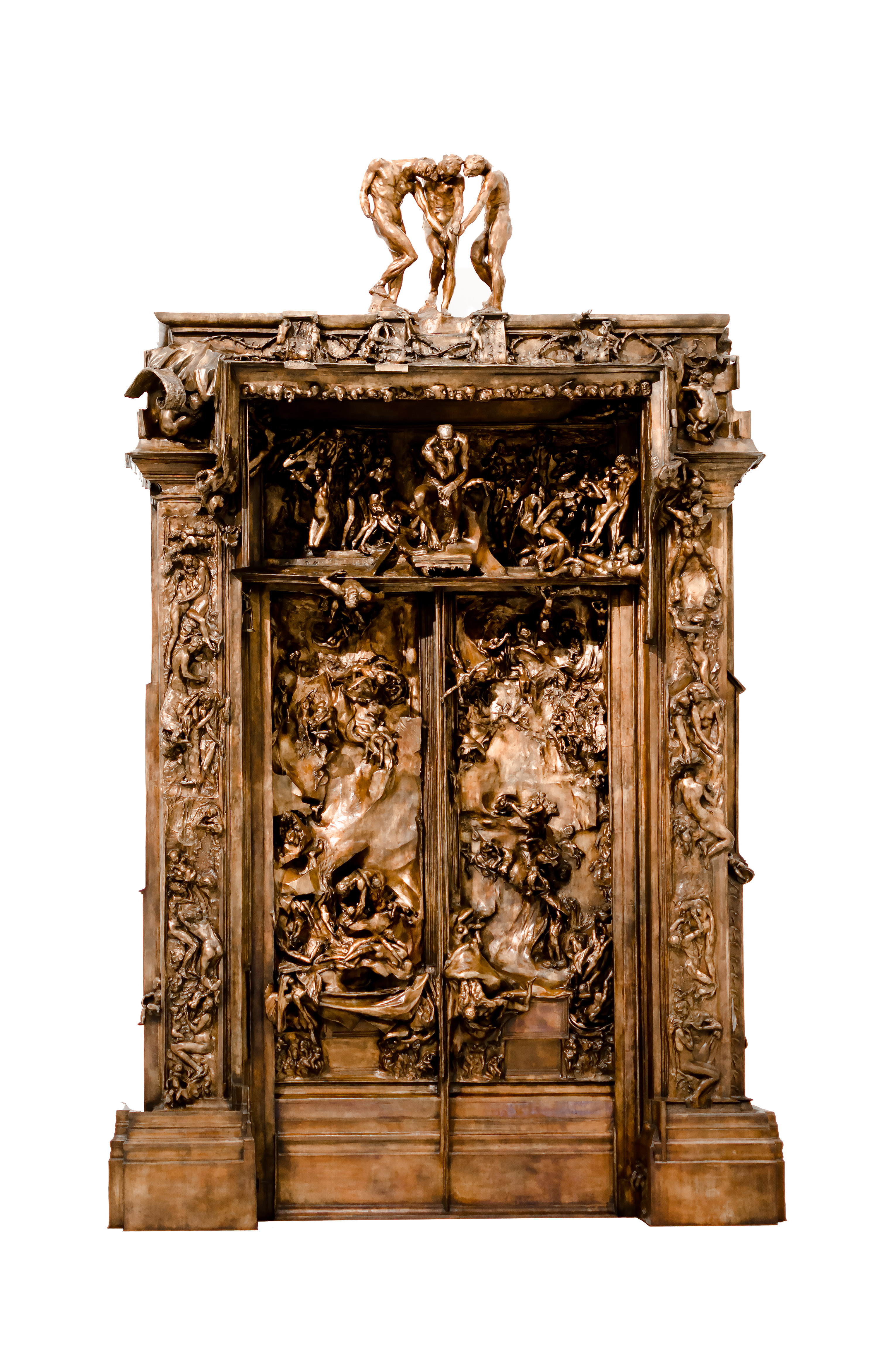
La puerta del Infierno. Museo Soumaya, Ciudad de México.

El grupo de personajes que conforman la obra apareció representado por primera vez en la forma de un dibujo, en el margen del poema "Veneno"  del poeta maldito Charles Baudelaire, en la edición de las Flores del Mal ilustrado para la Editorial Gallimard.  En el mármol de esta escultura se pueden leer dichos versos: El opio aumenta aquello que carece de límites/[…], ahonda […], excava el deleite y placeres/negros y melancólicos. /Y llena aún más el alma de cuanto cabe en ella./No vale esto el veneno que tus ojos destilan/[…]lagos donde mi alma tiembla y se ve invertida/ y mis sueños afluyen/para saciarse en esas vorágines amargas.

## Inspiración de la obra y significado.
Rodin realizó numerosos estudios de las actitudes de las expresiones humanas, inspirándose en alegorías y mitologías griegas. Sus principales fuentes de inspiración fueron las obras literarias de Ovidio, Dante y Baudelaire. Diversos mitos y personajes cobraron vida a través de distintos materiales, y  les dio una interpretación muy propia.
Adonis nació del árbol chipriota en que los dioses convirtieron a su madre, y fue fruto de la unión incestuosa entre Mirra y su padre Ciniras, rey de Pafos. Bello como el mismo amor, fue criado por ninfas y al acompañar de caza a Venus, un jabalí salvaje lo atacó.
Esta obra representa el momento desolador que Venus tuvo que vivir ante la inminente muerte de su amado. Agonizante, Adonis da origen con su sangre a las anémonas, símbolo del renacimiento y que en el Medioevo se transforman en rosas blancas que, teñidas de sangre, se convierten en emblema del amor. Rodin logró que la diosa transmitiera al espectador su deseo de regresar a la vida a su amado, lo cual se refleja en su rostro colmado de desesperación y al mismo tiempo de ternura. Su cabello fusionado a la roca muestra el non finito que el autor exploró en el inicio de la década de 1880.
La misma posición de Pena es la de la desolada Venus de esta obra. El relato mítico de Ovidio, cuenta cómo la diosa de la belleza, llora la muerte de su compañero. En esta obra, la mano inerte de Adonis se sujeta al tronco que regará con su propia sangre, y que en combinación con el néctar, hará brotar la anémona. Otros relatos cuentan que su sangre regó las rosas blancas, que al teñirse se convirtieron en el obsequio de amor más preciado.
El tema mitológico fue recurrente en la producción Rodin y hace referencia al mito en cual Venus se enamoró de Adonis, y  éste al fallecer a causa de la embestida del jabalí que lo atacó, llegó a los infiernos, donde Perséfone, la esposa de Plutón, señor de los avernos, también se enamora de él. Ambas mujeres solicitan a Zeus que lo resucite, lo cual les concede, pero no Adonis no podría estar con ambas al mismo tiempo, ya que Zeus dispone que durante el día esté con Venus y por la noche con Perséfone.
Hay dos obras con las que Rodin completa el mito griego de Adonis, la actual obra y la de El despertar de Adonis.